# Campeonato de Nueva Zelanda de Ciclismo en Ruta
Los Campeonatos de Nueva Zelanda de Ciclismo en Ruta se organizan anualmente desde el año 2000 para determinar el campeón ciclista de Nueva Zelanda de cada año. El título se otorga al vencedor de una única carrera. El vencedor obtiene el derecho a portar un maillot con el diseño de una hoja de helecho en blanco y negro hasta el Campeonato de Nueva Zelanda del año siguiente.

## Palmarés

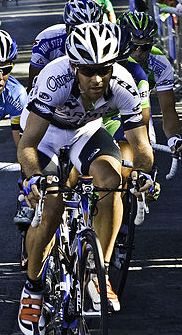
Julian Dean con el maillot de campeón de Nueva Zelanda en 2008.

### Competiciones masculinas
| Año  | Ganador          | Segundo          | Tercero          |
| ---- | ---------------- | ---------------- | ---------------- |
| 1934 | F. Groose        | -                | -                |
| 1935 | R. Triner        | -                | -                |
| 1936 | E. Huges         | -                | -                |
| 1937 | John Brown       | -                | -                |
| 1938 | Charles Hanson   | -                | -                |
| 1939 | No celebrado     | No celebrado     | No celebrado     |
| 1940 | No celebrado     | No celebrado     | No celebrado     |
| 1941 | No celebrado     | No celebrado     | No celebrado     |
| 1942 | No celebrado     | No celebrado     | No celebrado     |
| 1943 | No celebrado     | No celebrado     | No celebrado     |
| 1944 | No celebrado     | No celebrado     | No celebrado     |
| 1945 | Nick Carter      | -                | -                |
| 1946 | Nick Carter      | -                | -                |
| 1947 | Nick Carter      | -                | -                |
| 1948 | A. Mobberley     | -                | -                |
| 1949 | Thomas Carter    | -                | -                |
| 1950 | Erroll Lambert   | -                | -                |
| 1951 | A. Sweeney       | -                | -                |
| 1952 | Lance Payne      | -                | -                |
| 1953 | Neil Geraghty    | -                | -                |
| 1954 | Lance Payne      | -                | -                |
| 1955 | T. Lankow        | -                | -                |
| 1956 | L. Parris        | -                | -                |
| 1957 | Dick Johnstone   | -                | -                |
| 1958 | Lance Payne      | -                | -                |
| 1959 | A. Ganderton     | -                | -                |
| 1960 | R. Peoples       | -                | -                |
| 1961 | Richie Thomson   | -                | -                |
| 1962 | Laurence Byers   | -                | -                |
| 1963 | Anthony Ineson   | -                | -                |
| 1964 | G. Grey          | -                | -                |
| 1965 | No celebrado     | No celebrado     | No celebrado     |
| 1966 | G. Hill          | -                | -                |
| 1967 | John Dean        | -                | -                |
| 1968 | Mark Davis       | -                | -                |
| 1969 | Bruce Biddle     | -                | -                |
| 1970 | Neil Lyster      | -                | -                |
| 1971 | Vernon Hanaray   | -                | -                |
| 1972 | Lyn Cooper       | -                | -                |
| 1973 | Vernon Hanaray   | -                | -                |
| 1974 | J. Ryder         | -                | -                |
| 1975 | P. Neale         | -                | -                |
| 1976 | Blair Stockwell  | -                | -                |
| 1977 | Vernon Hanaray   | -                | -                |
| 1978 | Jack Swart       | -                | -                |
| 1979 | Jack Swart       | -                | -                |
| 1980 | Roger Sumich     | -                | -                |
| 1981 | Jack Swart       | -                | -                |
| 1982 | Stephen Cox      | -                | -                |
| 1983 | E. O'Brien       | -                | -                |
| 1984 | Jack Swart       | -                | -                |
| 1985 | Paul Medhurst    | Peter Cox        | Karl Stratton    |
| 1986 | Bruce Storrie    | -                | -                |
| 1987 | Graeme Miller    | -                | -                |
| 1988 | Brian Fowler     | -                | -                |
| 1989 | Brian Fowler     | -                | -                |
| 1994 | Ewan McMaster    | Brian Fowler     | Ric Reid         |
| 1995 | Norman Shattock  | Glenn McLeay     | Mark Rendell     |
| 1996 | Ric Reid         | Gordon McCauley  | Mark Rendell     |
| 1997 | Gordon McCauley  | Brian Fowler     | Stuart Lowe      |
| 1998 | Glen Mitchell    | David Lee        | John Hume        |
| 1999 | Glen Mitchell    | Graeme Miller    | Francis De Jager |
| 2000 | Glen Thompson    | Greg Henderson   | Timothy Carswell |
| 2001 | Gordon McCauley  | Stuart Lowe      | Brendan Vesty    |
| 2002 | Gordon McCauley  | Hayden Godfrey   | Jeremy Yates     |
| 2003 | Heath Blackgrove | Glen Mitchell    | Robin Reid       |
| 2004 | Heath Blackgrove | Justin Kerr      | Hayden Roulston  |
| 2005 | Gordon McCauley  | Glen Mitchell    | Hayden Godfrey   |
| 2006 | Hayden Roulston  | Hayden Godfrey   | Robin Reid       |
| 2007 | Julian Dean      | Heath Blackgrove | Gordon McCauley  |
| 2008 | Julian Dean      | Heath Blackgrove | Scott Lyttle     |
| 2009 | Gordon McCauley  | Joseph Cooper    | Jason Allen      |
| 2010 | Jack Bauer       | Hayden Roulston  | Julian Dean      |
| 2011 | Hayden Roulston  | Greg Henderson   | Jeremy Yates     |
| 2012 | Michael Vink     | James Williamson | Patrick Bevin    |
| 2013 | Hayden Roulston  | George Bennett   | James Oram       |
| 2014 | Hayden Roulston  | Jack Bauer       | Tom Davison      |
| 2015 | Joseph Cooper    | Tom Davison      | Jason Christie   |
| 2016 | Jason Christie   | Dion Smith       | Hamish Schreurs  |
| 2017 | Joseph Cooper    | Jason Christie   | Dion Smith       |
| 2018 | Jason Christie   | Hayden McCormick | Michael Torckler |
| 2019 | James Fouché     | Kees Duyvesteyn  | Thomas Scully    |
| 2020 | Shane Archbold   | George Bennett   | Dylan Kennett    |
| 2021 | George Bennett   | Michael Torckler | Ryan Christensen |
| 2022 | James Fouché     | Thomas Sexton    | Laurence Pithie  |
| 2023 | James Oram       | Ryan Christensen | Logan Currie     |
| 2024 | Aaron Gate       | Corbin Strong    | Laurence Pithie  |
| 2025 | Paul Wright      | Ben Oliver       | George Bennett   |

### Competiciones femeninas
| Año  | Ganador            | Segundo            | Tercero            |
| ---- | ------------------ | ------------------ | ------------------ |
| 1981 | D. Zanders         | -                  | -                  |
| 1982 | M. MacDonald       | -                  | -                  |
| 1983 | M. MacDonald       | -                  | -                  |
| 1984 | K. Erikson         | -                  | -                  |
| 1985 | H. O'Connell       | -                  | -                  |
| 1986 | Sue Golder         | -                  | -                  |
| 1987 | S. Fraser          | -                  | -                  |
| 1988 | S. Holland         | -                  | -                  |
| 1989 | Madonna Harris     | -                  | -                  |
| 1990 | Karen Holliday     | -                  | -                  |
| 1991 | J. Burke           | -                  | -                  |
| 1992 | R. Reekie          | -                  | -                  |
| 1993 | Rebecca Bailey     | -                  | -                  |
| 1994 | Rebecca Bailey     | -                  | -                  |
| 1995 | Tania Duff-Miller  | Charlotte Cox      | Jacqueline Nelson  |
| 1996 | Kathy Lynch        | -                  | -                  |
| 1997 | Maria Hassan       | -                  | -                  |
| 1998 | Susy Pryde         | Marguerite Ritchie | Kirsty NIcole Robb |
| 1999 | Annalisa Farrell   | -                  | -                  |
| 2000 | Fiona Ramage       | Tania Duff-Miller  | Melissa Holt       |
| 2001 | Melissa Holt       | Benita Douglas     | Catherine Cardwell |
| 2002 | Annalisa Farrell   | Melissa Holt       | Tamara Boyd        |
| 2003 | Joanne Kiesanowski | Susie Wood         | Catherine Sell     |
| 2004 | Catherine Sell     | Tamara Boyd        | Katri Laike        |
| 2005 | Sarah Ulmer        | Melissa Holt       | Kara Northcott     |
| 2006 | Catherine Cheatley | Yvette Hill-Willis | Alison Shanks      |
| 2007 | Alison Shanks      | Melissa Holt       | Sarah Ulmer        |
| 2008 | Melissa Holt       | Rosara Joseph      | Kaytee Boyd        |
| 2009 | Melissa Holt       | Karen Fulton       | Tracy Clark        |
| 2010 | Rushlee Buchanan   | Linda Villumsen    | Kaytee Boyd        |
| 2011 | Catherine Cheatley | Serena Sherindan   | Rushlee Buchanan   |
| 2012 | Nicky Samuels      | Courtney Lowe      | Kate McIlroy       |
| 2013 | Courtney Lowe      | Georgia Williams   | Joanne Kiesanowski |
| 2014 | Rushlee Buchanan   | Linda Villumsen    | Reta Trotman       |
| 2015 | Linda Villumsen    | Sharlotte Lucas    | Karen Fulton       |
| 2016 | Rushlee Buchanan   | Georgia Williams   | Joanne Kiesanowski |
| 2017 | Rushlee Buchanan   | Georgia Williams   | Kate McIlroy       |
| 2018 | Georgia Williams   | Sharlotte Lucas    | Grace Anderson     |
| 2019 | Georgia Christie   | Deborah Paine      | Michaela Drummond  |
| 2020 | Niamh Fisher-Black | Ella Harris        | Teresa Adam        |
| 2021 | Georgia Williams   | Kate McCarthy      | Sharlotte Lucas    |
| 2022 | Olivia Ray         | Ally Wollaston     | Georgia Williams   |
| 2023 | Ally Wollaston     | Georgia Williams   | Sharlotte Lucas    |
| 2024 | Ella Wyllie        | Kim Cadzow         | Samara Maxwell     |
| 2025 | Kim Cadzow         | Niamh Fisher-Black | Kate McCarthy      |

## Estadísticas

### Más victorias
| Ciclista         | Victorias | Años                          |
| ---------------- | --------- | ----------------------------- |
| Gordon McCauley  | 5         | 1997, 2001, 2002, 2005 y 2009 |
| Hayden Roulston  | 4         | 2006, 2011, 2013 y 2014       |
| Jack Swart       | 4         | 1978, 1979, 1981 y 1984       |
| Nick Carter      | 3         | 1945, 1946 y 1947             |
| Lance Payne      | 3         | 1952, 1954 y 1958             |
| Vernon Hanaray   | 3         | 1971 y 1973                   |
| Brian Fowler     | 2         | 1988 y 1989                   |
| Glen Mitchell    | 2         | 1998 y 1999                   |
| Heath Blackgrove | 2         | 2003 y 2004                   |
| Julian Dean      | 2         | 2007 y 2008                   |
| Joseph Cooper    | 2         | 2015 y 2017                   |
| Jason Christie   | 2         | 2016 y 2018                   |
| James Fouché     | 2         | 2019 y 2022                   |

| Ciclista           | Victorias | Años                    |
| ------------------ | --------- | ----------------------- |
| Rushlee Buchanan   | 4         | 2010, 2014, 2016 y 2017 |
| Melissa Holt       | 3         | 2001, 2008 y 2009       |
| M. MacDonald       | 2         | 1982 y 1983             |
| Rebecca Bailey     | 2         | 1993 y 1994             |
| Annalisa Farrell   | 2         | 1999 y 2002             |
| Catherine Cheatley | 2         | 2006 y 2011             |
| Georgia Williams   | 2         | 2018 y 2021             |